# Монастырское (озеро, Онежский район)
Монастырское — пресноводное озеро на межселённой территории Онежского района Архангельской области.

## Общие сведения
Площадь озера — 21 км², площадь водосборного бассейна — 2600 км². Располагается на высоте 163,0 метров над уровнем моря.
Форма озера лопастная, продолговатая: оно более чем на семь километров вытянуто с северо-запада на юго-восток. Берега каменисто-песчаные, часто заболоченные.
Через озеро течёт река Илекса, впадающая в Водлозеро.
С северо-запада в Монастырское впадает протока без названия, вытекающая из озера Заднего.
С юго-запада в Монастырское впадает Копручей, несущий воды Копозера.
Населённые пункты и автодороги вблизи водоёма отсутствуют. На северо-западном берегу расположено урочище Юрьевы Горы на месте опустевшей деревни.
Код объекта в государственном водном реестре — 01040100311102000019190.